# 錢亮 (作曲家)
錢亮（1979年—），中華人民共和國作曲家。毕业于美国曼哈顿音乐学院，早年就读中国中央音乐学院。

## 作品風格
作品以细腻、超前、思想深刻及学院派风格为主。錢亮是美国卡尔坎特作曲奖歷屆得主中的第一位亚洲作曲家，并且也是中国音乐金钟奖、阿伯列兹交响乐作品奖等其它重要国际音乐奖项的获得者。近年来活跃于世界各地及重要音乐节，并广泛推出大量学术及戏剧、舞蹈音樂作品。他的作品被世界五大音乐节之一英国切尔滕纳姆音乐节特别邀请，并由意大利卢卡国际音乐节、北京现代音乐节、纽约MSM勃拉姆斯音乐季、中国国际青年戏剧节、北京先锋音乐论坛等其它重要国际音乐组织委约创作。他是中国音乐出版社签约音乐家之一，2016年起其作品签约美国著名品牌ABLAZE唱片公司并通过NAXOS以及iTunes公司全球发行。